# Port lotniczy Ghazni
Port lotniczy Ghazni (IATA: GZI, ICAO: OAGN) – port lotniczy położony w mieście Ghazni, w Afganistanie.